# Nau de Ícaros
A Companhia Cênica Nau de Ícaros é uma companhia de circo contemporâneo brasileiro criada em 1992, em São Paulo. Seus trabalhos artísticos são únicos, reconhecidos como resultado de uma pesquisa de linguagem continuada em circo, teatro, dança, música, vídeo, culturas populares e artes visuais.
Foi fundada em outubro de 1992 por alunos do Circo Escola Picadeiro, que se juntaram para criar o primeiro experimento cênico da companhia, o espetáculo "Nau de Ícaros". Os integrantes originais foram: Alex Marinho, Erica Stoppel, Fernando Sampaio, Juliana Neves, Lu Cestari, Marco Vettore, Paola Musatti, Patricia Horta, Monica Alla e Margarida Ribeiro.
Ao longo de sua história, foi responsável pela criação e produção de inúmeros espetáculos - muitos deles premiados - e pela criação e gestão de espaços de investigação e pesquisa que promoveram intenso intercâmbio de linguagem com diversos artistas, grupos, diretores e público em geral.
Como resultado deste intercâmbio e do trabalho continuado de pesquisa e criação, a Nau de Ícaros tornou-se uma referência importante dentro do segmento artístico - não só no Brasil, como em países como França, Itália, Suíça, Bélgica, Colômbia e Cuba.
Por seus galpões e projetos culturais, transitaram inúmeras figuras, como Naum Alves de Sousa, Parlapatões, João Falcão, Laminina, Circo Mínimo, Barbatuques, Acrobático Fratelli, Mestre Ambrósio, Leopoldo Pacheco, Paulo Rogério Lopes, Miriam Druwe, Dani Lima, José Possi Neto, Leonardo Moreira, Marcelo Romagnoli, Estúdio Bijari, Lenine, Baque Bolado, Batuntã, entre outros.
Atualmente, o núcleo artístico da Nau de Ícaros é composto por Alvaro Barcellos, Celso Reeks, Erica Rodrigues, Letícia Doretto e Marco Vettore.

## Espetáculos

### Espetáculos de repertório
- Nau de Ícaros (1992), direção de Sergio Coelho. Estreia no Circo Escola Picadeiro (1992) e temporada nos teatros municipais de São Paulo (1993);
- Sob o Céu (1994);
- Duelo Negro e Amarelo (1996);
- O Pallácio não Acorda (1997)[1], com roteiro de Naum Alves de Souza e direção Leopoldo Pacheco. Estreia no Teatro Paulo Eiró, em São Paulo. Contemplado com 9 prêmios: 5 Prêmios Mambembe (ator coadjuvante, direção, texto, melhor espetáculo e categoria especial – técnicas circenses para o teatro)[2], 2 Prêmios Coca-Cola (figurino, iluminação)[3] e 2 Prêmios APCA (ator e cenário)[4];
- Quase Uma... (1998)[5], direção de Marco Vettore e participação do Baque Bolado. Estreia no Galpão Nau de Ícaros;
- O Casamento de Lina (1999), direção de Marco Vettore, em homenagem à arquiteta Lina Bo Bardi[6]. Estreia no SESC Pompeia, São Paulo;
- El Gran Circo Carnaval (1999), direção de Marco Vettore. Estreia no SESC Pompeia, São Paulo;
- O CirCo (2000), direção de Marco Vettore. Estreia e temporada no Parque do Gugu, São Paulo;
- ÂnimaAção (2001), direção de Marco Vettore. Estreia no Galpão Nau de Ícaros;
- NauHumoricos (2001), direção de Marco Vettore. Apresentado em praças e unidades do SESC São Paulo;
- Os Artistas (2001), texto de Paulo Rogério Lopes e direção de Marco Vettore. Com os palhaços Gelatina e Maionese;
- E agora? (2002), direção de Marco Vettore. Encomendado pelo Banco Real e apresentado em escolas da cidade de São Paulo;
- Fronteiras (2003)[7], texto de Paulo Rogério Lopes e direção de Marco Vettore. Contemplado pelo Programa Municipal de Fomento ao Teatro para a Cidade de São Paulo. Estreia no Teatro do Colégio Santa Cruz, São Paulo;
- Cidade dos Sonhos (2004), com texto de Fabio Malavoglia e direção de Marco Vettore e Leopoldo Pacheco. Contemplado pelo Programa Municipal de Fomento ao Teatro para a Cidade de São Paulo. Estreia no Centro Cultural São Paulo e apresentado em festivais no Brasil, Itália, Suíça e Colômbia;
- De um Lugar para o Outro (2007), roteiro e direção de José Possi Neto e coreografia de Miriam Druwe. Estreia no SESC Pinheiros, São Paulo. Apresentado nos festivais internacionais 25o Festival Iberoamericano de Teatro de Cadiz[8] (Cadiz, Espanha) e Europalia (Bruxelas, Bélgica);
- Tirando os Pés do Chão (2010), escrito e dirigido por Erica Rodrigues, livremente inspirado no livro Myrna - não se pode amar e ser feliz ao mesmo tempo, de Nelson Rodrigues. Eleita melhor coreografia pelos leitores no prêmio Melhores do Ano do Guia da Folha[9]. Estreia no SESC Consolação;
- Menor que o Mundo (2012)[10], roteiro e direção de Leonardo Moreira, livremente inspirado na obra de Carlos Drummond de Andrade. Estreia no Teatro Popular do SESI, São Paulo;
- 1001 Inventions (2014), encomendado pelo projeto Qatar Brasil 2014 e produzido em parceria com o Instituto Butantan;
- A.N.J.O.S (2015), escrito por Erica Rodrigues e Gustavo Gessullo e dirigido por Erica Rodrigues. Estreia no SESC Pompeia, São Paulo;
- Ride Palhaço (2017), direção de Marco Vettore. Estreia no SESC Pinheiros, São Paulo;
- A Verdadeira História do Barão (2019)[11], escrito e dirigido por Marcelo Romagnoli, inspirados nas clássicas aventuras do Barão de Munchausen. Participação especial de Lu Grimaldi. Estreia no Teatro Popular do SESI, São Paulo;
- Mulher do fim do mundo: criação e manutenção em cena (2019), codirigido por Dani Lima, Marco Vettore e Roberto de Alencar. Contemplado pelo Programa Municipal de Fomento à Dança para a Cidade de São Paulo e apresentado em diversos espaços na cidade de São Paulo.

### Espetáculos e projetos externos
- Zerói (1995)[12], de Hugo Possolo, em parceria com Parlapatões, Patifes & Paspalhões. SESC Ipiranga / Parque da Independência, São Paulo;
- Os Pescadores de Pérolas (1995), direção de Naum Alves de Souza. Teatro Municipal de São Paulo;
- Sequências (1995), coordenado por Pedro Quesada, no SESC Pompeia, São Paulo;
- Novela Belíssima (2005). Participação fixa como a Trupe do Pepe;
- Sinfonia Ecológica Brasileira (2007), direção de José Possi Neto. Apresentado em Campinas (SP), Campo Grande (MS), Corumbá (MS) e Havana (Cuba);